# Miss Sherlock Holmes
Miss Sherlock Holmes è un cortometraggio muto del 1908 diretto da Edwin S. Porter.

## Trama
Jack e Jim lavorano nello stesso ufficio e, tutti e due, sono innamorati della stessa ragazza, Nell, la figlia del loro capo. Lei, che è innamorata di Jack, si accorge di alcuni strani traffici dell'altro suo spasimante, Jim. Per scoprire cosa combina quest'ultimo, si traveste da ragazzo e si fa assumere anche lei in ufficio: viene così a sapere che Jim perde del denaro speculando. Non solo, cerca di incastrare Jack, incolpando lui dei suoi maneggi. Il lavoro investigativo di Nell mette in chiaro la faccenda e Jack viene scagionato. Potrà così sposare la sua ragazza.

## Produzione
Il film fu prodotto dalla Edison Manufacturing Company.

## Distribuzione
Distribuito dalla Edison Manufacturing Company, il film - un cortometraggio di 190 metri - uscì nelle sale cinematografiche degli Stati Uniti il 4 dicembre 1908.
Nelle proiezioni, veniva programmato con il sistema dello split reel, accorpato in un'unica bobina con un altro cortometraggio prodotto dalla Edison, The Old Maids' Temperance Club.
Non si conoscono copie ancora esistenti della pellicola che viene considerata presumibilmente perduta.